# Rue Didouche-Mourad
Pour les articles homonymes, voir Didouche Mourad (homonymie).
La rue Didouche-Mourad est une voie d'Alger.

## Situation et accès
Il s'agit d'une large rue bordée de terrasses de cafés et de nombreuses boutiques de luxe, qui constitue l'une des principales artères de la commune d'Alger-Centre.
Elle accessible par les lignes de bus 9 et 24 de l'ETUSA, ainsi que par la station de métro Khelifa Boukhalfa.

## Origine du nom
Elle porte le nom d'un grand chahid de la révolution algérienne, Didouche Mourad.

## Historique

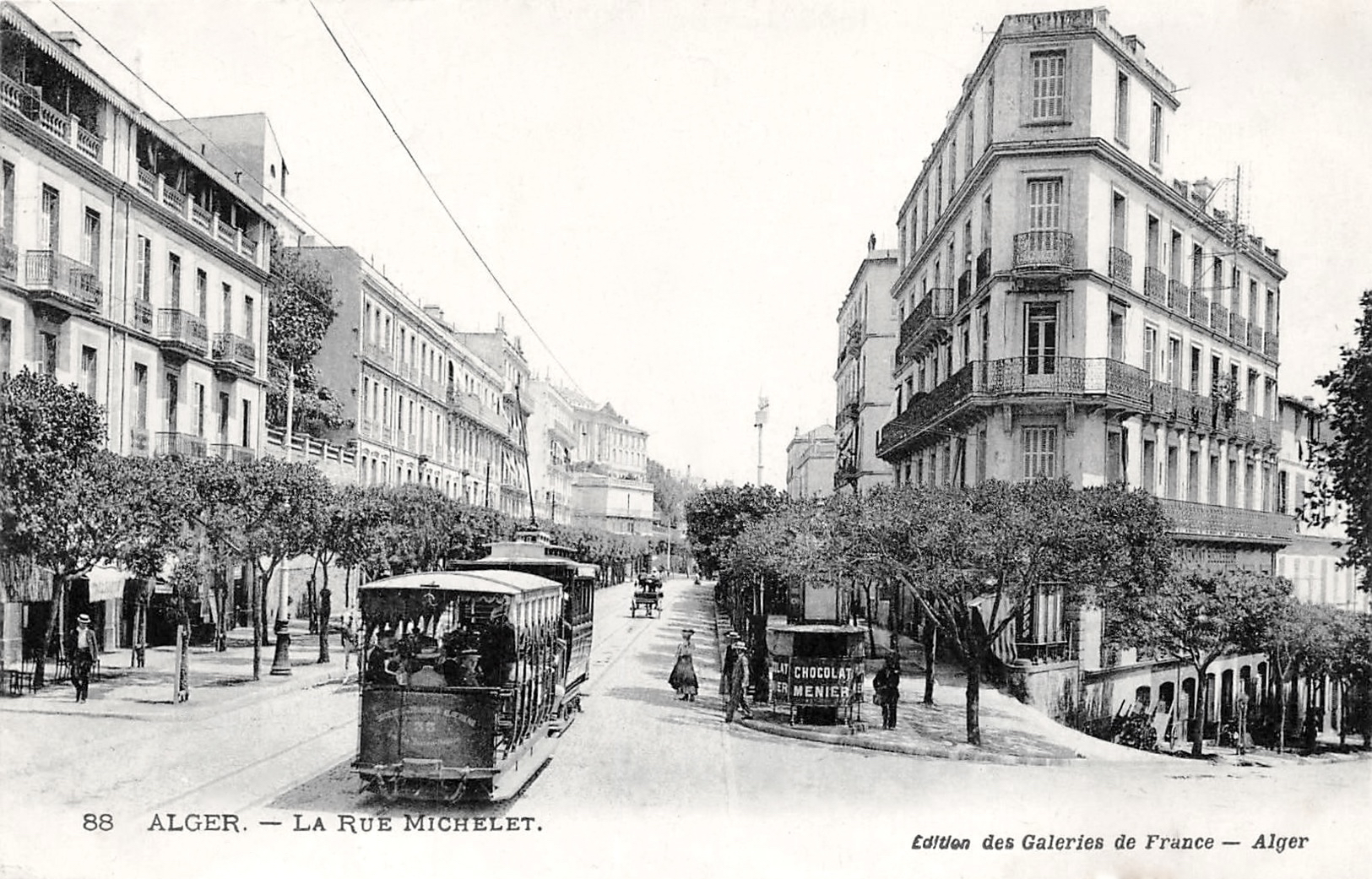
La rue Michelet en 1910

Anciennement rue Michelet, cet axe est renommé à l'indépendance de l'Algérie en 1962 rue Didouche Mourad, du nom d'un héros de la guerre d'indépendance algérienne.

## Bâtiments remarquables et lieux de mémoire
- no 2 : université d'Alger
- no 8 : Le biologiste Étienne Sergent a vécu ici de 1893 à 1948, fut l'inventeur du sérum antiscorpionique, une plaque lui rend hommage[1].
- no 55 : Fernand Bonnier, l'assassin de l'amiral Darlan le 24 décembre 1942, a vécu ici de 1922 à 1942[2].